# COVID-19-Pandemie in Uganda
Die COVID-19-Pandemie in Uganda  tritt als regionales Teilgeschehen des weltweiten Ausbruchs der Atemwegserkrankung COVID-19 auf und beruht auf Infektionen mit dem Ende 2019 neu aufgetretenen Virus SARS-CoV-2 aus der Familie der Coronaviren. Die COVID-19-Pandemie breitet sich seit Dezember 2019 von China ausgehend aus. Ab dem 11. März 2020 stufte die Weltgesundheitsorganisation (WHO) das Ausbruchsgeschehen des neuartigen Coronavirus als Pandemie ein.

## Verlauf
Am 20. März 2020 wurde der erste COVID-19-Fall in Uganda bestätigt. In den WHO-Situationsberichten tauchte dieser Fall erstmals am 22. März 2020 auf.
Gesundheitsminister Joyce Moriku Kaducu gab bekannt, dass am 25. März 2020 in Uganda 14 Personen mit dem Coronavirus nach offizieller Kenntnis infiziert sind. Zwei davon sind chinesische Bürger, die anderen seien Ugander. Die ersten neun gemeldeten Fälle waren ugandische Staatsbürger, die aus Dubai (VAE) in ihr Land zurückgekehrten. Der Chef des staatlichen Gesundheitswesens Henry Mwebesa teilte am selben Tag mit, dass bis dahin etwa 1400 Personen die obligatorische Quarantäne durchlaufen hätten, 764 befänden sich deswegen in einer Gesundheitseinrichtung und 466 in privaten Räumen. Stationäre Behandlungen erfolgen im Krankenhaus von Entebbe.
Bis zum 9. April 2020 wurden von der WHO 53 COVID-19-Fälle in Uganda bestätigt.
Wegen der Pandemie waren die Schulen in Uganda 80 Wochen geschlossen. Uganda gehört somit zu den Ländern mit der längsten coronabedingten Schulschließungszeit.
Eine Studie aus dem Jahr 2021 ergab, dass die ugandische Regierung die COVID-19-Pandemie benutzte, um die Repression in Gebieten mit vorherrschender Opposition zu erhöhen.

## Statistik
Die Fallzahlen entwickelten sich während der COVID-19-Pandemie in Uganda wie folgt:

### Infektionen

Bestätigte Infizierte in Uganda nach Daten der WHO. Oben kumuliert, unten Tageswerte

### Todesfälle

Bestätigte Todesfälle in Uganda nach Daten der WHO. Oben kumuliert, unten Tageswerte